# Denis Stojkov
Denis Stojkov (in russo Денис Стойков?; 26 gennaio 1974) è un ex pentatleta russo.

## Palmarès
In carriera ha conseguito i seguenti risultati:
- Mondiali:

Budapest 1999: argento nel pentathlon moderno staffetta a squadre.
Pesaro 2000: argento nel pentathlon moderno staffetta a squadre.
- Europei

Székesfehérvár 2000: oro nel pentathlon moderno a squadre.